# Quit Playing Games (with My Heart)
Singles par Backstreet Boys (en dehors des É.-U.)
Get Down (You're the One for Me)
(1996) Anywhere for You
(1997)
Singles par Backstreet Boys (É.-U.)
We've Got It Goin' On
(1995) As Long as You Love Me
(1997)
Clip vidéo
[vidéo] « Quit Playing Games (with My Heart) », sur YouTube
Quit Playing Games (with My Heart) est une chanson du boys band américain Backstreet Boys extraite de leur premier album international (non américain), sorti en mai 1996 et intitulé Backstreet Boys. Elle apparaîtra également sur leur premier album américain, qui sortira en août 1997 et sera aussi intitulé Backstreet Boys.
La chanson a également été publiée en single (en Europe en octobre 1996 et aux États-Unis en mai ou juin 1997). En Europe, c'était le quatrième single tiré de l'album international Backstreet Boys (après We've Got It Goin' On, I'll Never Break Your Heart et Get Down (You're the One for Me)). Aux États-Unis, c'était le deuxième single tiré du premier album américain à venir dans les prochains mois.
La chanson a atteint la 1re place en Allemagne, en Autriche et en Suisse. Au Royaume-Uni, elle a débuté à la 2e place du hit-parade des singles (pour la semaine du 12 au 18 janvier 1997). 
Aux États-Unis, la chanson a débuté à la 24e place du Hot 100 de Billboard pour la semaine du 28 juin 1997 et atteint la 2e place dans la semaine du 6 septembre.